# Mukim di Serasa
Serasa è un mukim del Brunei situato nel Distretto di Brunei-Muara con 10.242 abitanti al censimento del 2011.

## Geografia antropica

### Suddivisioni amministrative
Il mukim è suddiviso in 13 villaggi (kapong in malese):
Pekan Muara, Pelumpong, Tanjong Batu, Serasa, Masjid Lama, Sabun, Kapok, Salar, Meragang, Bukit Kabun, Pengalayan, Pulau Muara Besar, Pelumpong.